# Mifepriston
Mifepriston je syntetický steroid, užívaný jako abortivum (prostředek pro chemickou interrupci, lidově potratová pilulka). Je účinnou látkou v prostředcích Mifegyne® a Mifeprex, známou také pod technickým (laboratorním) označením RU-486. Je to nažloutlý krystalický prášek, dobře rozpustný v methanolu a jen velmi slabě ve vodě. Rozpustnost v methanolu je 5,0 g/100 ml (20 °C), rozpustnost v chloroformu je 0,5 g/100 ml (20 °C).
Mifepriston byl objeven v laboratořích francouzské firmy Roussel Uclaf v roce 1980 během výzkumu glukokortikoidů. Klinické testy začaly v roce 1982.

## Použití
Typicky je ženě podáno orálně 600 mg mifepristonu a po 36 až 48 hodinách 400 μg misoprostolu, dinoprostolu, karboprostu perorálně (tyto látky patří mezi prostaglandiny) anebo 1 mg gemeprostu vaginálně.
Jeho použití je povoleno od roku 1988 ve Francii, 1991 ve Velké Británii, 1992 ve Švédsku a v Německu a ve většině ostatních západoevropských států, v roce 2000 po dlouhých průtazích v USA. Oproti tomu byl v roce 1996 zakázán v Austrálii. V Česku byl v roce 2013 registrován, v lékárnách by se měl objevit na podzim 2013. 

## Mechanismus účinku
Všeobecně je považován za mnohem šetrnější k pacientce než ostatní potratové metody, nicméně někteří odpůrci interrupcí to odmítají. Jako prostředek ke snadnému vyvolání potratu je odmítán odpůrci interrupce, což v mnoha zemích ztěžuje či vylučuje jeho registraci. Mifepriston obsazuje progesteronové receptory bez vyvolání účinku – jde tedy o antagonistu progesteronového receptoru. Progesteron je v počátečních stadiích těhotenství nezbytný pro udržení těhotenství; proto zabráněním účinku progesteronu dojde k potratu. Jde tedy v podstatě o „fyziologickou“ metodu ukončení těhotenství, protože obsazování progesteronového receptoru (například protilátkami) způsobuje opakované potraty. Progesteron kromě jiného inhibuje děložní kontraktilitu, která je nutná pro vypuzení plodu. Zabráněním účinku je kontraktilita odtlumena a potencována podáním prostaglandinů.
Ukazuje se, že je účinný i proti některým typům zhoubných nádorů prsu.[zdroj?]

## Nežádoucí jevy
Mezi běžné nežádoucí účinky patří bolesti hlavy, nevolnost a zvracení (vesměs po podání prostaglandinů). Další plodnost podle současných zjištění není narušena. 18. ledna 2005 vešlo ve známost pět případů smrti na bakteriální infekci po podání přípravku. Vesměs se jednalo o následky vaginální aplikace, která není výrobcem popsána, ale je v praxi mnoha interrupčních klinik používána.[zdroj?]

### Zdroje s kritickým postojem
- Informace pro familia Archivováno 4. 12. 2004 na Wayback Machine. (německy)

### Zdroje s vstřícným postojem
- Článek o přípravku RU 486